# Tourville-Klasse
Die Tourville-Klasse war eine Klasse von Lenkwaffenzerstörern der französischen Marine.

## Allgemein
1970 begannen die Arbeiten am ersten Schiff der Tourville-Klasse. Sie wurde nach dem französischen Admiral und Marschall Tourville benannt. Die Tourville (D610) lief 1972 vom Stapel und wurde im Jahr 1975 in Dienst gestellt. Es folgten die Schiffe Duguay-Trouin (D611) und de Grasse (D612). Hauptaufgabe der Schiffe innerhalb des Flottenverbandes war der Schutz vor Angriffen aus der Luft sowie die U-Boot-Abwehr. Die Duguay-Trouin wurde bereits 1999 außer Dienst gestellt, die anderen beiden Einheiten wurden zwischen 1994 und 1996 modernisiert. Die Tourville wurde schließlich am 11. Juni 2011 außer Dienst gestellt, die De Grasse folgte im Mai 2013.

## Bewaffnung
Die Hauptbewaffnung der Tourville-Klasse besteht aus einer ganzen Reihe unterschiedlicher Seeziel-, Luftabwehr- und U-Jagd-Flugkörpern. Zur Seezielbekämpfung dient der MM.38 Exocet-Seezielflugkörper. Die sechs klimatisierten Starter befinden sich hinter der Brücke. Zur Luftabwehr dient ein Achtfachstarter Crotale Naval mit 26 Flugabwehrraketen. Hinter den Exocet-Startern befindet sich ein Starter für das U-Jagd-Raketensystem Malafon mit einem Magazin für 13 Lenkflugkörper.
Neben der Raketenbewaffnung verfügt die Tourville über drei 100-mm-Geschütze, ihre beiden Schwesterschiffe über zwei. Daneben sind zwei 533-mm-Torpedowerfer für 10 DTCN L5-Torpedos verbaut. Des Weiteren wird für die U-Jagd ein Hubschrauber vom Typ Sea Lynx mitgeführt, der wahlweise mit Torpedos Mk 46 oder Wasserbomben bewaffnet werden kann.

## Einheiten
| Kennung | Name          | Baubeginn        | Stapellauf        | Indienststellung   | Außerdienststellung | Heimathafen |
| ------- | ------------- | ---------------- | ----------------- | ------------------ | ------------------- | ----------- |
| D610    | Tourville     | 16. März 1970    | 13. Mai 1972      | 14. Juni 1975      | 11. Juni 2011       | Brest       |
| D611    | Duguay-Trouin | 25. Februar 1971 | 1. Juni 1973      | 17. September 1975 | 13. Juli 1999       | Brest       |
| D612    | De Grasse     | 25. Juli 1972    | 30. November 1974 | 25. Oktober 1975   | 7. Mai 2013         | Brest       |